# Projekt 00101
Das Projekt 00101 bezeichnet einen Küstenmotorschiffstyp. Nach dem Namen der Schiffe – Rusich ergänzt um eine Zahl – wird der Schiffstyp auch als Typ Rusich bezeichnet.

## Geschichte
Der Schiffstyp wurde vom Schiffsarchitekturbüro CDB Vympel in Nischni Nowgorod entworfen. Er ist eine Weiterentwicklung des ebenfalls von CDB Vympel entworfenen Projekts 01010 (Typ Valdai), von dem Anfang der 2000er-Jahre vier Schiffe auf der Severnaya Verf in Sankt Petersburg gebaut wurden.
Vom Projekts 00101 wurden zwischen 2002 und 2008 elf Einheiten auf drei russischen Werften gebaut: sieben Einheiten entstanden auf der Okskaya Sudoverf in Nawaschino, drei bei Krasnoye Sormovo in Nischni Nowgorod und eine Einheit auf der Schiffswerft Selenodolsk in Selenodolsk. Eine zwölfte Einheit wurde begonnen, aber nicht fertiggestellt. Die Schiffe wurden von der North-Western Shipping Company betrieben, die sich im Sommer 2020 mit Volga Shipping zusammenschloss. Ende 2006 wurde der Bau von drei weiteren Einheiten des Typs auf der vietnamesischen Werft Saigon Shipbuilding Industry in Ho-Chi-Minh-Stadt für die kanadische Reederei Midland Shipping Company begonnen. Nach Problemen beim Bau wurden von den drei Einheiten 2012 nur zwei fertiggestellt.
Der Schiffstyp ist für die europäische Küstenschifffahrt konzipiert und kann auch auf den russischen Binnengewässern eingesetzt werden.

## Beschreibung
Die Schiffe werden von zwei Wärtsilä-Dieselmotoren des Typs 6L20 mit jeweils 1140 kW Leistung angetrieben. Die Motoren wirken auf zwei Verstellpropeller. Die Schiffe sind mit einem Bugstrahlruder mit 160 kW ausgestattet. Für die Stromerzeugung stehen drei von Dieselmotoren mit 160 kW Leistung angetriebene Generatoren zur Verfügung. Weiterhin wurde ein von einem Dieselmotor mit 85 kW Leistung angetriebener Notgenerator verbaut.
Die Schiffe verfügen über drei boxenförmige Laderäume. Diese sind jeweils 26,98 m lang, 12,6 m breit und 8,0 m hoch. Die Gesamtkapazität der Laderäume beträgt 8125 m³. Sie sind mit Faltlukendeckeln verschlossen. Die Tankdecke kann mit 10 t/m², die Lukendeckel können mit 1,75 t/m² (Luke 1) bzw. 1,3 t/m² (Luke 2 und 3) belastet werden. Die Schiffe sind für den Transport von Containern vorbereitet. Die Containerkapazität beträgt 267 TEU. Davon können 180 TEU in den Laderäumen und 87 TEU an Deck befördert werden. Das Deckshaus befindet sich im hinteren Bereich der Schiffe. An Bord stehen Kabinen für elf Besatzungsmitglieder zur Verfügung. Eine der Kabinen lässt sich durch ein zweites Bett zu einer Zweibettkabine umrüsten. Die Brücke ist vollständig geschlossen.
Am Heck befindet sich ein Freifallrettungsboot. Der Rumpf der Schiffe ist eisverstärkt (russische Eisklasse „Ice2“).

## Schiffe
| Projekt 00101 | Projekt 00101 | Projekt 00101                                         | Projekt 00101                                                         |
| Bauname       | IMO-Nummer    | Kiellegung Stapellauf Ablieferung                     | Umbenennungen und Verbleib                                            |
| ------------- | ------------- | ----------------------------------------------------- | --------------------------------------------------------------------- |
| Rusich-1      | 9302308       | 18. Oktober 2002 14. September 2003 30. November 2003 |                                                                       |
| Rusich-2      | 9317016       | 3. Juni 2004 28. Februar 2004 18. Juni 2004           |                                                                       |
| Rusich-3      | 9331452       | 4. November 2003 2. Dezember 2004                     |                                                                       |
| Rusich-4      | 9331799       | 5. Dezember 2003 22. Dezember 2004                    |                                                                       |
| Rusich-5      | 9353046       | 1. Juli 2004 10. Oktober 2005                         |                                                                       |
| Rusich-6      | 9345714       | 10. Dezember 2004 12. Dezember 2005                   |                                                                       |
| Rusich-7      | 9346550       | 27. Dezember 2004 30. Juni 2006                       |                                                                       |
| Rusich-8      | 9368209       | 29. Dezember 2004 19. Februar 2007                    |                                                                       |
| Rusich-9      | 9368211       |                                                       | (Bau eingestellt)                                                     |
| Rusich-10     | 9368247       | 20. Juni 2005 7. Dezember 2006                        |                                                                       |
| Rusich-11     | 9368259       | 25. Oktober 2005 30. August 2007                      |                                                                       |
| Rusich-12     | 9368261       | 14. August 2006 10. Dezember 2008                     | 2008: Professor Katsmann                                              |
| Midland Star  | 9374090       | 16. Dezember 2006 11. Mai 2012                        | 2012: Taganrogskiy Zaliv, 2022: Taganrogskii Zaliv, 2023: Algedi Star |
| Midland Moon  | 9409754       | 16. Dezember 2006 28. Juni 2012                       | 2012: Amurskiy Zaliv, 2023: Rukbat Star                               |